# James S. Calhoun
Pour les articles homonymes, voir Calhoun.
James Silas Calhoun (1802 – 2 juillet 1852) est un militaire et homme politique américain, principalement connu pour avoir été le premier gouverneur du territoire du Nouveau-Mexique de 1851 à 1852.

## Biographie
La date et le lieu de naissance de James Silas Calhoun ne sont pas précisément connus.
Dans les années 1830, il prend une part active dans la politique de l'État de Géorgie et est élu maire de la ville de Columbus en 1838 puis 1839, et sénateur au Sénat de Géorgie en 1838, 1840 et 1845. En mai 1846, lors de la guerre américano-mexicaine, il organise un bataillon d'infanterie et sert en tant que capitaine dans le premier régiment de volontaires de Géorgie avant d'être nommé lieutenant-colonel en 1847. Après la guerre, Calhoun est nommé agent indien au Nouveau-Mexique puis gouverneur du territoire du Nouveau-Mexique en 1851 par le président Millard Fillmore. Affaibli par la maladie, il part pour la Géorgie mais meurt en chemin le 2 juillet 1852 près d'Independence dans le Missouri.